# 高大双盖蕨
高大双盖蕨（学名：Diplazium muricatum）也称高大短肠蕨、川上氏雙蓋蕨，为蹄蓋蕨科雙蓋蕨屬下的一个种。